# 卡帕多細亞的歐洛斐涅斯

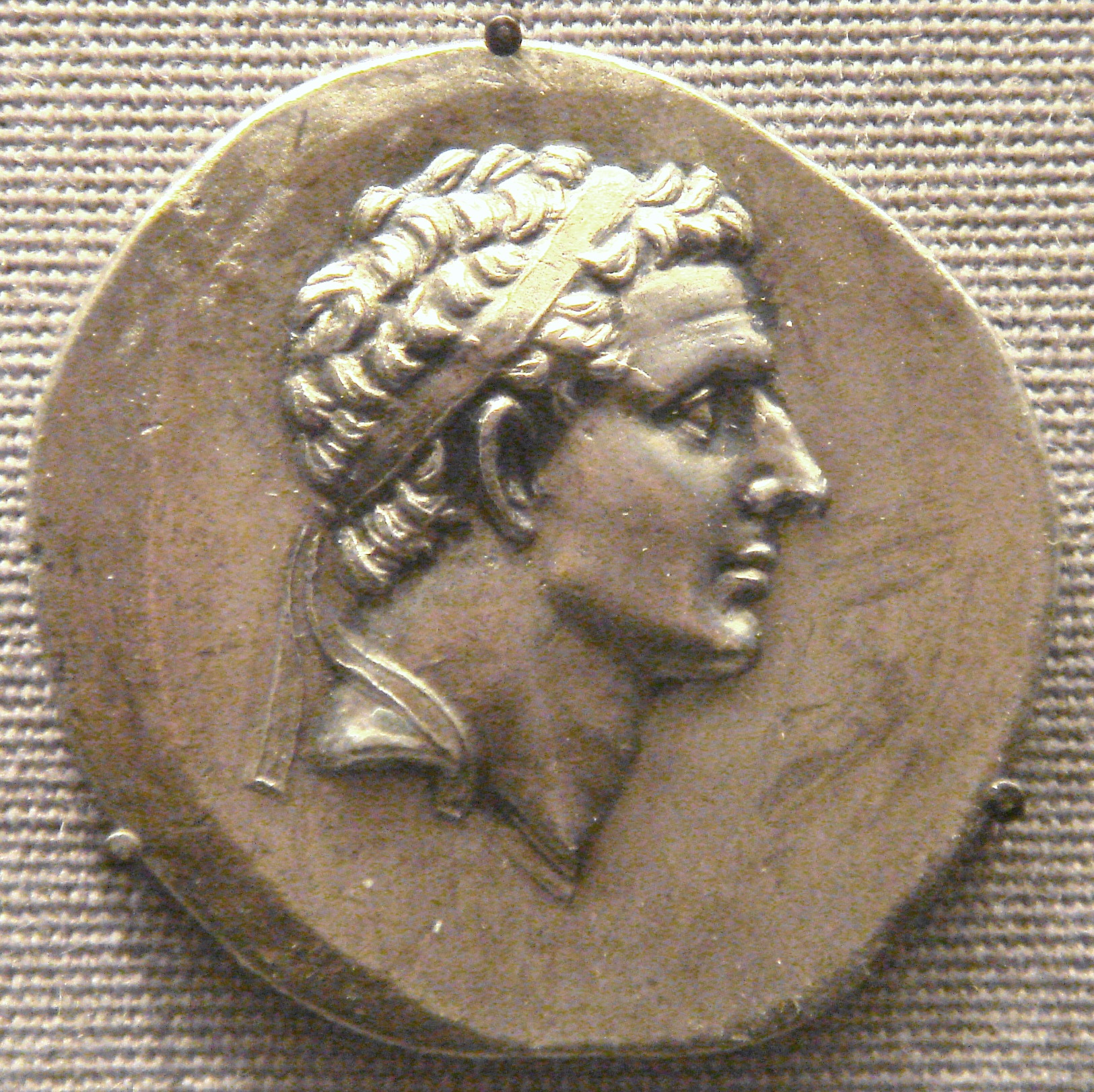
卡帕多細亞國王，歐洛斐涅斯的錢幣。

歐洛斐涅斯（持有勝利者）（前二世紀人物），是卡帕多細亞國王阿里阿拉特四世其中一個冒牌兒子，他被王后安條尼絲介紹給阿里阿拉特四世，並謊稱是她的兒子。在安條尼絲真的生下阿里阿拉特四世的兒子米特里達梯，即後來的阿里阿拉特五世後她才主動揭穿這個謊言，於是為了不讓冒牌王子繼承王位，歐洛斐涅斯被送到愛奧尼亞。
後來阿里阿拉特五世繼承王位，他拒絕了塞琉古國王德米特里一世姊妹的婚事，這使德米特里一世決定扶持歐洛斐涅斯成為卡帕多細亞國王，引發內戰。前157年，阿里阿拉特五世被迫流亡羅馬共和國，企圖讓羅馬展開干預，歐洛斐涅斯派遣兩位大使第歐根尼和提謨修斯（Timotheus）前去羅馬城，與德米特里一世使者對付阿里阿拉特五世的計畫。結果，羅馬決定讓阿里阿拉特五世和歐洛斐涅斯一同治理王國。
從已知的資料中，歐洛斐涅斯他的統治時間並沒有很長，並且他被認為違反前幾任先王的樸素風格，而以奢華誇張的方式替代。為了支持他的鋪張浪費，他極力壓迫他的臣民，並藉由處死需多人來沒收他們的財富。為了以防萬一，他甚至把400塔蘭同存在普里耶涅，但後來普里耶涅的公民回退了這筆錢。當歐洛斐涅斯的財政吃緊後，他開始擔心他的士兵會因為沒得到該有的軍餉而不滿，於是他收刮一所古代宙斯神廟，作為軍費。
最後歐洛斐涅斯被踢下王位，逃回敘利亞，受到德米特里一世收留。但他後來與安條克的一些人合謀推翻德米特里一世的統治，德米特里一世於是把歐洛斐涅斯囚禁，但保留他的性命，畢竟他在卡帕多細亞王位繼承權上仍有利用價值。
近代希臘著名詩人康斯坦蒂諾斯·佩特魯·卡瓦菲斯（Constantine P. Cavafy）曾經在1915年寫過一篇關於歐洛斐涅斯的作品，內容有關他的一生和經歷，靈感是來自一枚普里恩出土的歐洛斐涅斯時期四德拉克馬錢幣。

## 來源
1. ↑   西西里的狄奧多羅斯, Bibliotheca, xxxi. 3; 波利比烏斯, xxxii. 25; 阿庇安, "The Syrian Wars" 47; 李維, Periochae, xlvii; 查士丁, xxxv. 1

- 阿庇安, The foreign wars（页面存档备份，存于）, Horace White (translator), 紐約, (1899)
- Cavafy, Constantine; Poiemata, "Orophernes"（页面存档备份，存于） (1935)
- Head, Barclay; Historia Numorum, "Cappadocia" （页面存档备份，存于）, (1911)
- 查士丁; Epitome of Pompeius Trogus （页面存档备份，存于）, John Selby Watson (translator); 倫敦, (1886)
- 威廉·史密斯，《希腊羅馬的神話和傳記辭典》, "Olophernes", 波士頓, (1867)
- De Manzini, O., Rossi, S.: Riferimenti numismatici in due poesie di Costantino Kavafis http://www.roth37.it/COINS/Kavafis/index.html （页面存档备份，存于）